# Língua misquito
Misquito (mískitu, na língua misquito) é uma língua Misumalpana falada pelo Misquitos no nordeste da Nicarágua, em especial na Región Autónoma del Atlántico Norte (RAAN) e no leste de Honduras.

## Classificação
Com cerca de 180 mil falantes, Misquito é a mais falada dentre aquelas da família de línguas Musulpana,da Nicarágua e Honduras. Nome Musulpana se originou de partes dos nomes dos subgrupos línguísticos dessa família: Misquito, Sumo, Matagalpan. Embora alguns aspectos da árvore das línguas do da família sejam ainda incertos, é claro e indiscutível que Misquito apresenta diferenças em relação à língua sumo e à língua metagalpa, com as quais compartilha um mesmo nó da árvore Masulpana, grupo de línguas pelas quais o Misquito foi muito influenciado
Acreditam os especialistas que a língua Sumo tenha sido a mais importante na região antes da ascensão da língua Miskito. Hoje essa relação se inverteu, muitos antigos falantes de Sumo migraram para o Misakito, que foi por sua vez foi muito influenciado por dialetos do Sumo. Muitos desses (Tawahka, Panamahka, Tuahka) constituem o sub-ramo Mayangna do Sumo, enquanto que a língua ulwa está em outro su-ramo. O ramo Matagalpano das Misumalpanas já incluiu duas línguas hoje já extintas, Matagalpa e Cacaopera. Essa última é de extinção mais recente e foi falada no leste de El Salvador.

## Vocabulário
Além dos muitos elementos oriundos de outras línguas Misumalpanas, o Misquito apresenta um grande número de palavras externas oriundas do inglês. Mesmo sendo a espanhol a língua oficial Nicarágua e Honduras, sua influência é bem menor e bem mais superficial.

## Escrita
Forma do alfabeto latino desenvolvida por missionários – 5 vogais sem e com acento circunflexo. Somente 13 consoantes (b, d, h, k, l, m, n,  p, r, s, t, w, y) mais Ng.

## Amostra de texto
Upla sut ba kulkanka lakara, airaitka nanira bara pri, sin, aikuki, baku takisa. Bamna sins laka bri baku, lukanka bain pri baku aimuihni lakara, pana pana tabaikan kaiasa.
Português
Todos os seres humanos nascem livres e iguais em dignidade e direitos. São dotados de razão e consciência e devem agir em relação uns aos outros com espírito de fraternidade.
(Artigo 1 Declaração Universal dos Direitos Humanos)